# فیلیپ جکسون
فیلیپ جکسون (انگلیسی: Philip Jackson؛ زادهٔ ۱۸ آوریل ۱۹۴۴) مجسمه‌ساز اهل اسکاتلند است که به دلیل سبک مدرن و تأکید بر فرم مورد توجه قرار گرفته‌است. مجسمه‌های او در نقش مجسمه‌ساز سلطنتی ملکه الیزابت دوم در شهرهای متعدد بریتانیا و همچنین آرژانتین و سوئیس ظاهر می‌شوند.

## آثار

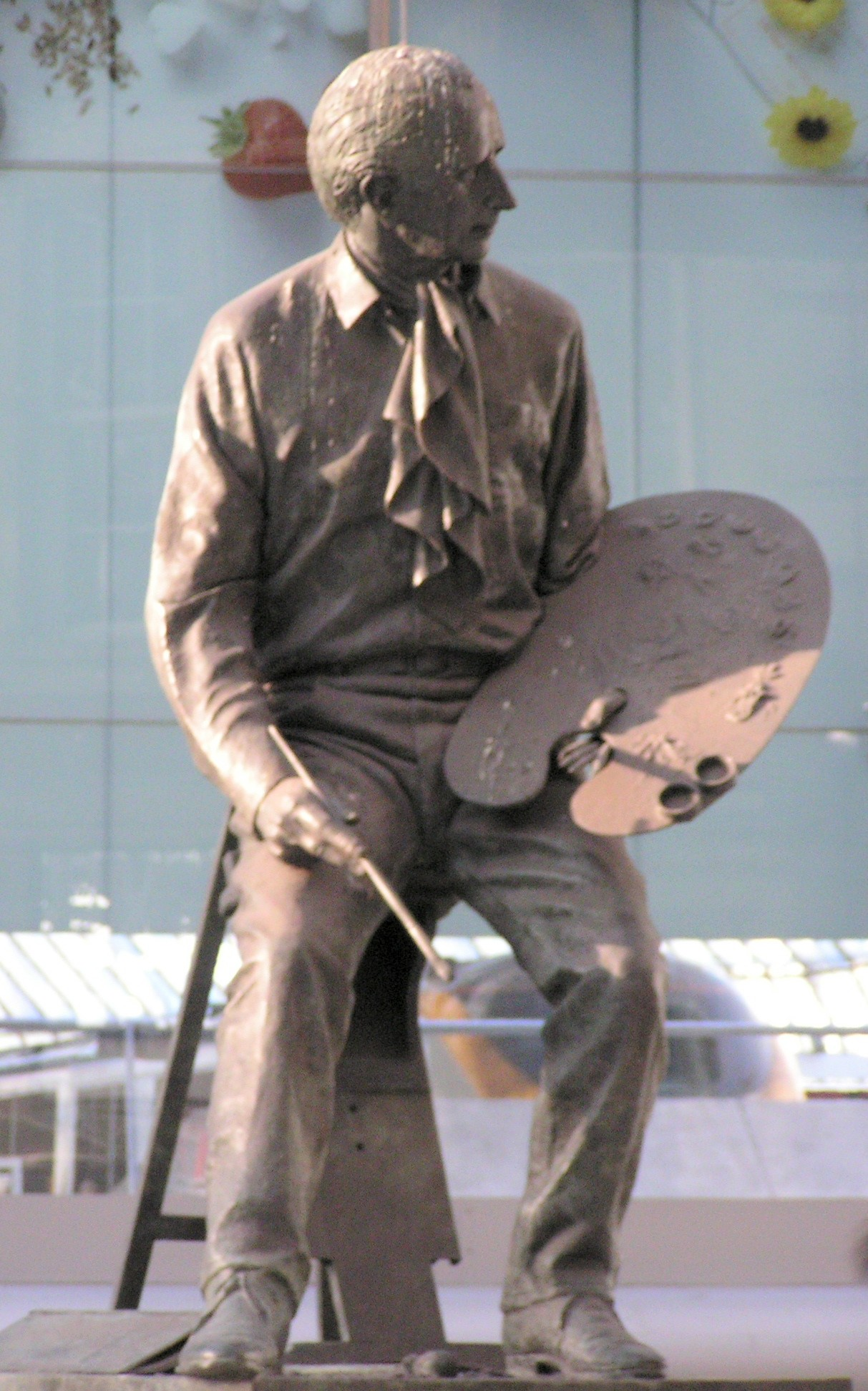
Statue of ترنس کونئو،  ایستگاه واترلو،  لندن.
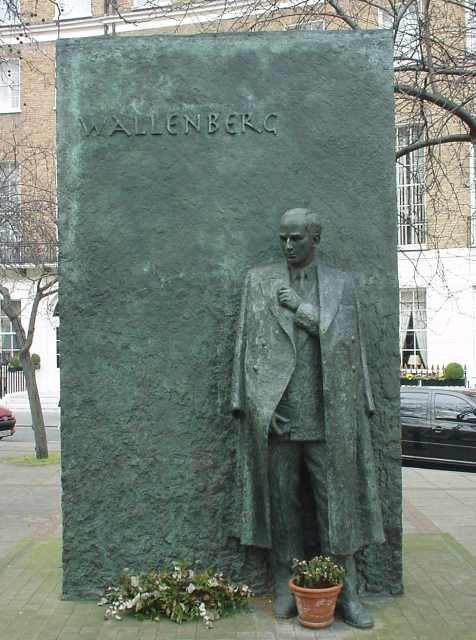
Raoul Wallenberg Monument در مکان بزرگ کامبرلند، لندن
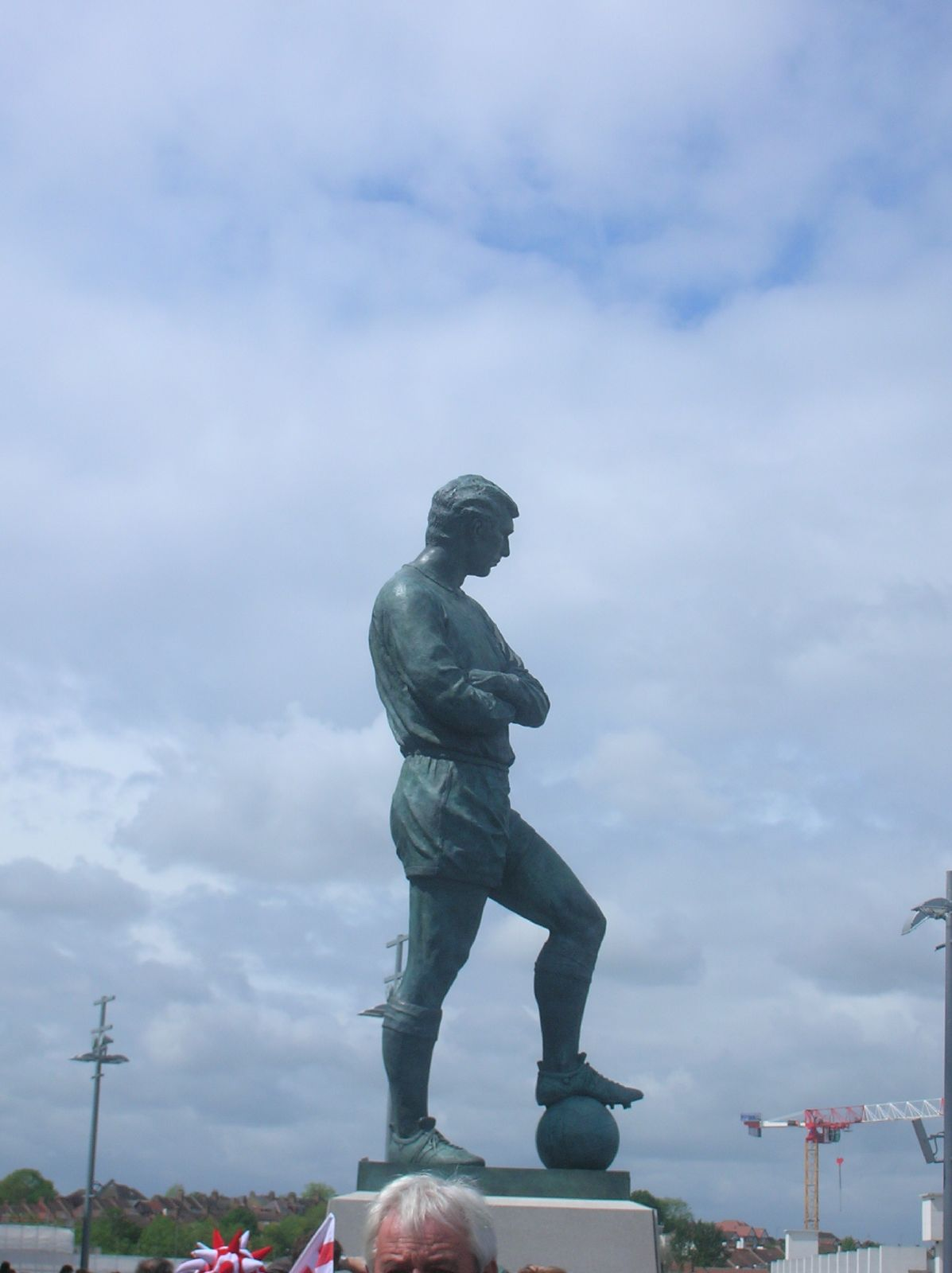
Bobby Moore statue, ومبلی
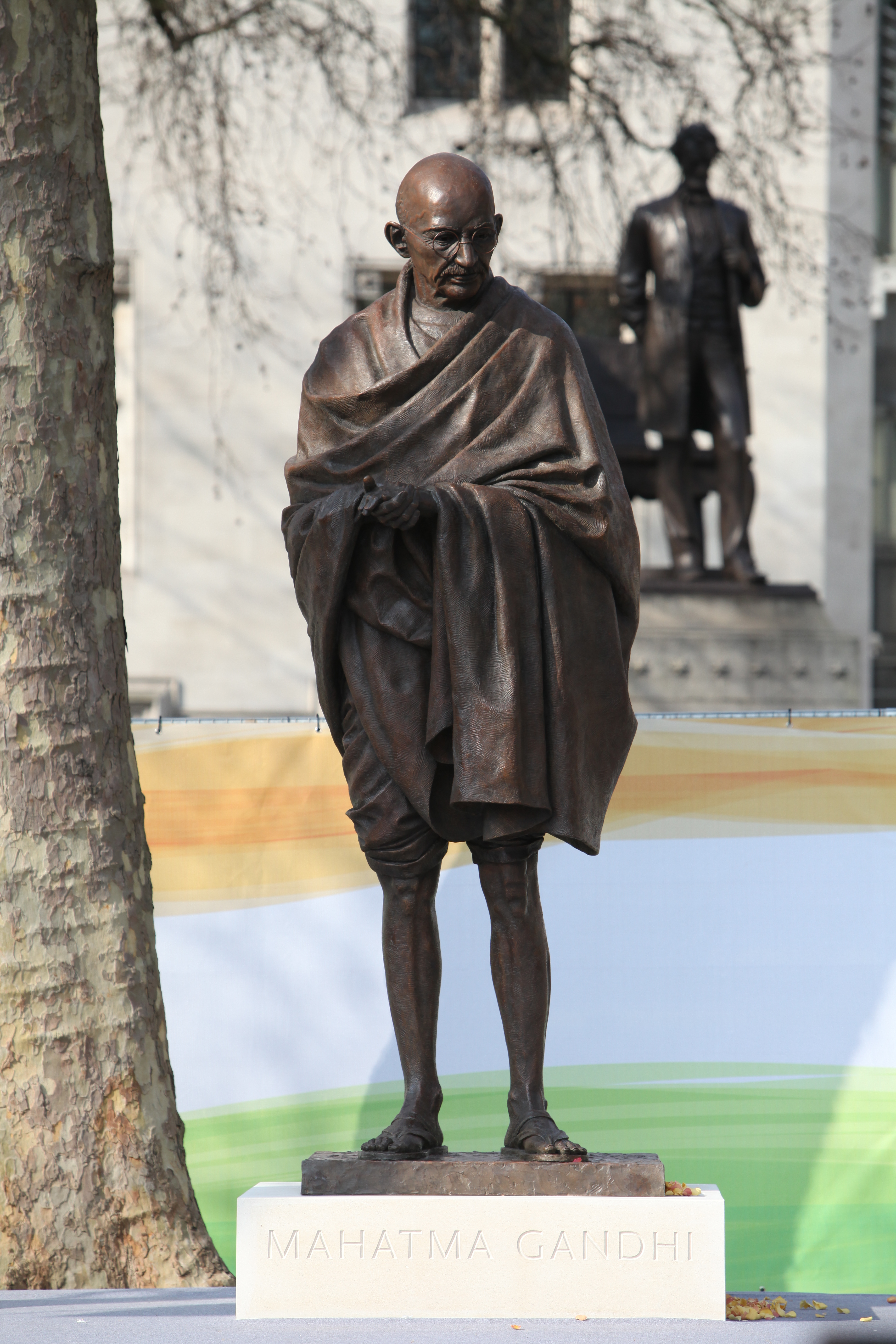
Mahatma Gandhi, میدان پارلمان, لندن
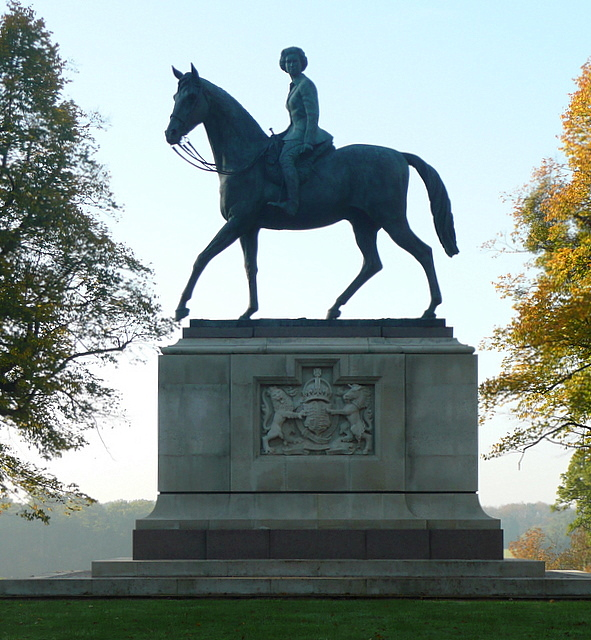
Equestrian statue of Elizabeth II, Windsor Great Park
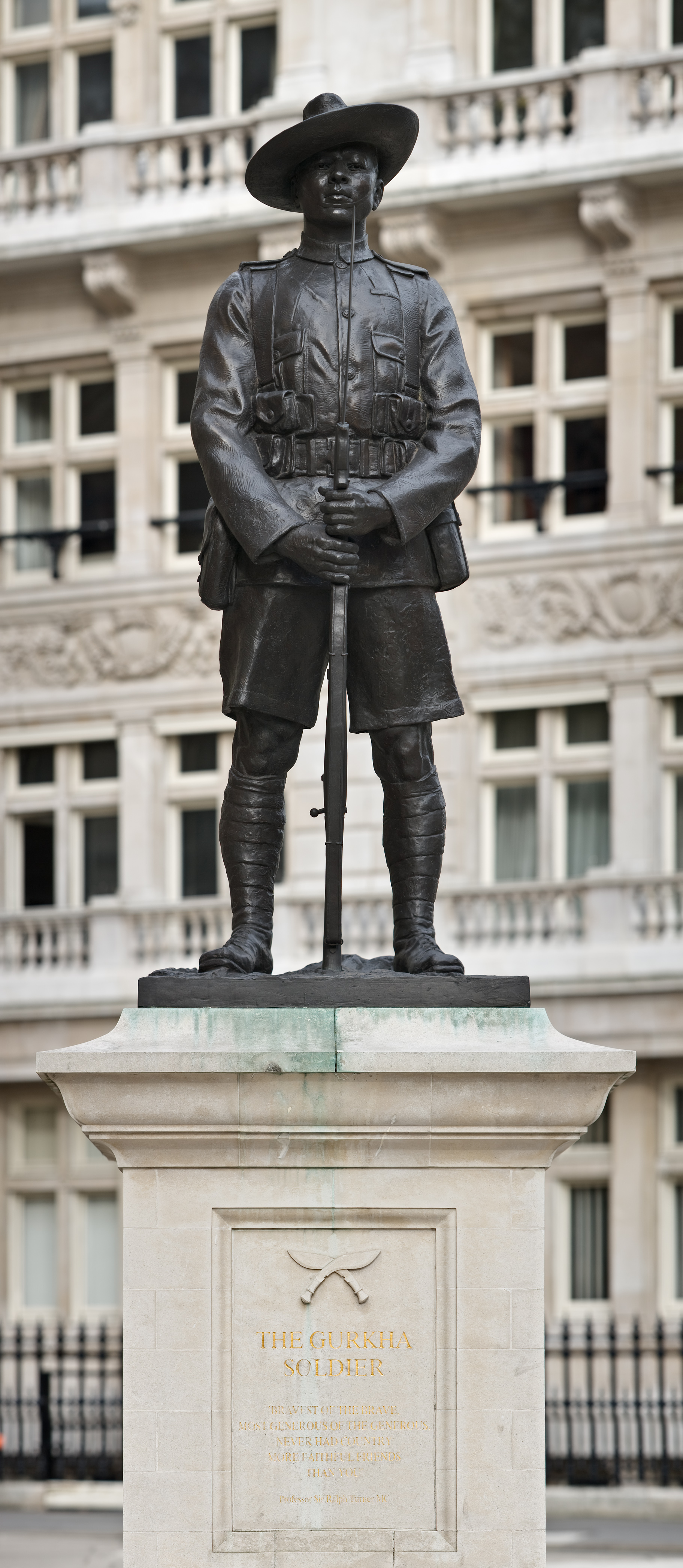
بنای یادبود سرباز گورکا, لندن

- ولفگانگ آمادئوس موتسارت – بلگریویا، لندن
- جنگ فالکلند مجسمه‌سازی - پورتسموث
- مجسمه رهایی – جرزی، جزایر مانش
- مت بازبی – ورزشگاه الدترافورد، منچستر
- الیزابت اتریش-مجارستان اتریش – ژنو، سوئیس
- St Richard – کلیسای جامع چیچستر
- جرج ششم – Britannia Royal Naval College, دارتموث، دوون
- گورکا (نظامی) بنای یادبود - خیابان نگهبانان اسب
- 1966 World Cup Sculpture – منطقه نیوهام لندن، لندن
- الیزابت دوم – Windsor Great Park
- Queen Elizabeth, the Queen Mother - لندن
- بابی مور و سر آلف رمزی – ورزشگاه ومبلی، لندن
- United Trinity – اولدترافورد، منچستر
- الکس فرگوسن – اولدترافورد، منچستر
- پیتر آسگود – ورزشگاه استمفورد بریج، فولام
- Korean War Memorial – لندن
- مجسمه کنستانتین بزرگ، یورک
- RAF Bomber Command Memorial - لندن